# Барри (Франция)
Барри́ (фр. Barry, окс. Barri) — коммуна во Франции, находится в регионе Юг — Пиренеи. Департамент — Верхние Пиренеи. Входит в состав кантона Осён. Округ коммуны — Тарб.
Код INSEE коммуны — 65067.

## География

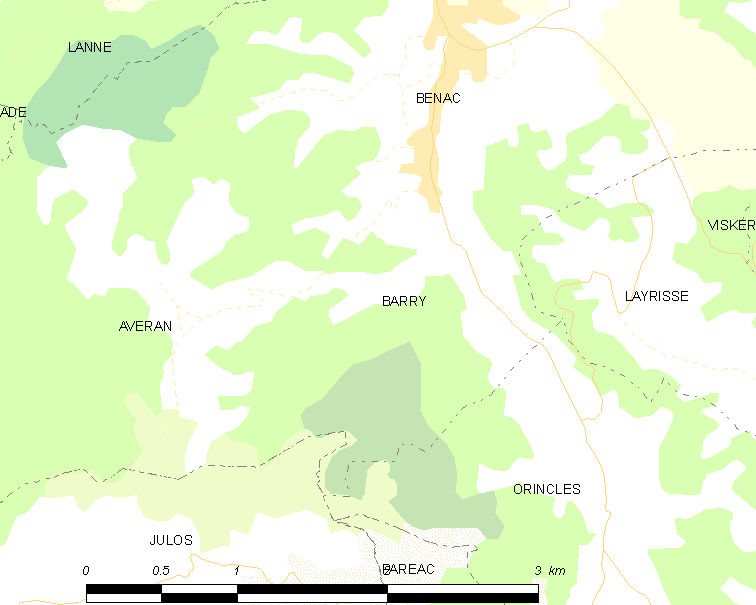
Карта коммуны

Коммуна расположена приблизительно в 660 км к югу от Парижа, в 130 км юго-западнее Тулузы, в 11 км к юго-западу от Тарба.
На востоке коммуны протекает река Эшес.

## Климат
Климат умеренно-океанический с солнечной тёплой погодой и обильными осадками на протяжении практически всего года.

## Население
Население коммуны на 2010 год составляло 133 человека.
| 1962 | 1968 | 1975 | 1982 | 1990 | 1999 | 2010 |
| ---- | ---- | ---- | ---- | ---- | ---- | ---- |
| 58   | 64   | 65   | 65   | 78   | 112  | 133  |

## Администрация
| Период | Период | Фамилия        | Партия | Примечания |
| ------ | ------ | -------------- | ------ | ---------- |
| 2001   | 2014   | Жан-Луи Дюбоск |        |            |
| 2014   | 2020   | Лоран Пенен    |        |            |

## Экономика
В 2010 году среди 98 человек трудоспособного возраста (15-64 лет) 79 были экономически активными, 19 — неактивными (показатель активности — 80,6 %, в 1999 году было 72,6 %). Из 79 активных жителей работали 75 человек (41 мужчина и 34 женщины), безработных было 4 (1 мужчина и 3 женщины). Среди 19 неактивных 10 человек были учениками или студентами, 5 — пенсионерами, 4 были неактивными по другим причинам.